# Rhopalomeces rimosus
Rhopalomeces rimosus är en skalbaggsart som beskrevs av Schmidt 1922. Rhopalomeces rimosus ingår i släktet Rhopalomeces och familjen långhorningar. Inga underarter finns listade i Catalogue of Life.